# Duebenia
Duebenia is een geslacht van schimmels uit de familie Calloriaceae. De typesoort is Duebenia rufa.

## Soorten
Volgens Index Fungorum telt het geslacht zes soorten (peildatum maart 2022):
| Soortnaam          | Auteur(s)                 | Publicatiejaar |
| ------------------ | ------------------------- | -------------- |
| Duebenia blyttiana | (Rostr.) B. Hein          | 1976           |
| Duebenia carnea    | Fr.                       | 1849           |
| Duebenia coccinea  | Fr.                       | 1849           |
| Duebenia compta    | (Sacc.) Nannf. ex B. Hein | 1976           |
| Duebenia rufa      | Fr.                       | 1849           |
| Duebenia subcompta | Ekanayaka & K.D. Hyde     | 2019           |